# Petey Rosenberg
Alexander « Petey » Rosenberg, né le 7 avril 1918, à Philadelphie, en Pennsylvanie, décédé le 29 juin 1997, est un joueur américain de basket-ball. Il évolue durant sa carrière au poste d'arrière. 

## Palmarès
- Champion BAA 1947